# Panzer I
Panzer I oziroma PanzerKampfwagen I ali na kratko Pz I je bil nemški tank, prvi v vrsti tako imenovanih panzerjev. Z njim je Tretji rajh začel nadomeščati desetletni zaostanek v razvoju tankov, do katerega je prišlo zaradi prepovedi po porazu v Veliki vojni. Za časa druge so ga v glavnem uporabljali za šolanje posadk, tako velja da se je na njem naučila svojega poklica cela generacija nemških tankistov, ki so nato z njegovimi nasledniki zaznamovali novo vojno obdobje - Blitzkrieg.

## Zgodovina
Kljub temu, da je bilo Nemčiji prepovedano razvijanje tankov, so se Nemci trudili, da bi ujeli korak s časom in razvili tank, ki bi bil konkurenčen drugim modelom. Pri tem projektu so bili povezani z sovjetsko zvezo in švedsko. Prvi tank so začeli razvijati leta 1926. Tank je bil poimenovan Grosstractor (slovensko:Veliki traktor). Že čez dve leti so razvili prototip lahkega tanka. Projekt so poimenovali Leichttraktor (slovensko:Lahki traktor). Besedo »traktor« so Nemci uporabljali za prikrivanje prave namembnosti tanka. Zasluge za razvoj tankov v predvojni Nemčiji sta imela predvsem general Lutz in podpolkovnik Guderian. Zgodovina tanka Panzer I se začne z letom 1932, ko se je začel projekt Landswirtschaftlicher Schlepper (kratica:La S). S tem projektom so oblasti želele usposobiti enote za bojevanje s tanki. Naredili pa so tudi podlago za serijsko proizvodnjo. Leta 1933 je Krupp razkril prototip imenovan Landswerk Krupp A (kratica:LK A). Izdelovala so ga podjetja Daimler-Benz, Henschel, Krupp, MAN in Rheinmetall. Izdelovati so ga začeli po testiranju leta 1934. Leta 1938 so ga preimenovali v PanzerKampfwagen I Ausf. A. Prvih petnajst tankov je bilo izdelanih med februarjem in marcem 1934. Bili so narejeni z nevrtečo kupolo, ker so bili namenjeni usposabljanju posadke. Prvim petnajstim tankom je sledila serija petnajstih tankov, ki so bili narejeni za spopad. Verzija Panzer I Ausf. je bila zelo slabo zaščitena. Oklep je bil debel le 13 mm. Kasneje je bilo najdenih še nekaj napak, ki so vplivale na kakovost tanka in spodbudile razvoj novih verzij kot so bile Ausf. B, Ausf. C, Ausf. D in Ausf. F.

## Bojna uporaba
Tank je bil prvič uporabljen v španski državljanski vojni. Takratna Nemčija je to vojno videla kot priložnost, da pokaže svojo bojno moč. Prvo pošiljko tankov so poslali v vojno tik za tem, ko je Sovjetska zveza dostavila v Španijo 51 tankov T-26. Nemčija je v prvi pošiljki dostavila 41 tankov Panzer I Ausf A. V drugi pošiljki pa so že poslali tanke Panzer I verzije Ausf. B. 
Tank je sodeloval tudi v drugi svetovni vojni. Skupaj s tankom Panzer II je bil najštevilčnejši tank v invaziji na Poljsko. Tank je kasneje sodeloval tudi v invaziji na Dansko in Norveško. Bojeval se je tudi v invaziji na Francijo, kjer je sodelovalo 523 tankov Panzer I od skupno 2.574 tankov.

### Variante na osnovi Pz I
- Panzerjäger I - Uničevalec tankov, oborožen z zaplenjenim češkim topom 47 mm Pak(t) 36 L/43.4 na šasiji Panzer I (Sd. Kfz.101)
- Sturmpanzer I (Bison) - Panzer I Ausf.B z nameščeno havbico kalibra 150 mm